# بخش بیجاپور
بخش بیجاپور (به انگلیسی: Bijapur district) یک بخش در هند است که در کارناتاکا واقع شده‌است. بخش بیجاپور ۱۰٬۵۴۱ کیلومتر مربع مساحت و ۲٬۲۰۶٬۹۱۸ نفر جمعیت دارد.